# Ференчук Юрій Дмитрович
Ференчук Юрій Дмитрович (псевдо Хрущ) (нар.14 червня 1923 Винники — пом.4 жовтня 2014 Берегомет) — воїн УПА, політв'язень, учасник Кенґірського повстання.

## Життєпис
Народився Ференчук Юрій Дмитрович 14 червня 1923 року у Винниках під Львовом в інтелігентній родині Дмитра Ференчука (6 листопада 1883 — 27 липня 1958) та Марії Шиманської. Батько був капітаном австрійської армії, потім сотником УСС, четарем УГА, брав участь у боях з поляками на краківському напрямку, мати була вчителькою.
На початку 1925 року батьки переїхали на Буковину в село Верхні Луківці, що на Вижничині. Коли маленькому Юркові було три роки, а Сузанні — один рік, їх покидає рідна мати. Виростали напівсиротами біля вуйка Михайла (рідного брата батька). У Верхніх Луківцях Юрко закінчив сім класів румунської школи на відмінно.
Юрій Ференчук 15 травня 1940 року вступає до ОУН. Так згадував ці часи Юрій Ференчук: 
| Виріс сиротою, ходив босий до 17 років, то були тяжкі часи. Через постійний гніт румунів молодь ішла в ОУН[3] |.
Через рік 29 червня 1941 року НКВС арештовує його, відправляє до Чернівецької в'язниці, але засудити не встигає. Чудом врятувався. Пішки, 15 травня 1944 року, він повертається до свого села Верхніх Луківців, і одразу зливається в невеличку боївку «Лугового» (Василя Шумки), яка згодом перетворилася на «Буковинську українську самооборонну армію» (БУСА). Цього ж року в липні Юрій Ференчук переходить в УПА з колишніми шістдесятьма вояками БУСА. Молодий повстанець перебував спочатку в сотні «Криги» (Олекси Додяка), а потім — сотні «Боєвіра» (Романа Дубика). У чоті «Левка» (Олега Томашевського) молодий повстанець Юрко був стрільцем.
Наприкінці грудня 1944 року під час бою з чекістами, Юрій Ференчук був поранений. Перебуваючи на нелегальному становищі, зазнавши переслідувань чекістів і сексотів, переховуючись у горах Карпатах, взимку дуже застудився. Хворим і голодним, він йде в Луківці за харчами. Не заставши вдома рідних, зайшов до знайомих, які розголосили по селу про його прихід. Вимушений був повідомити сільраду, що він біженець з Румунії. Через короткий час отримав мобілізаційну повістку. Проте підірване здоров'я не дозволило йому бути стройовим, а довелось їхати трудармійцем в Томськ, де працював токарем на заводі.

### Арешт
На превеликий жаль, і там (через три роки) знайшлися запроданці, які виказали Юрія Ференчука, і влітку 1948 року його було засуджено на 25 років таборів і 5 — спецпоселення.
Юрія Ференчука перевозять у Кенгір, де він бере активну участь у Кенгірському повстанні. Повстання тривало з 16 травня до 26 червня 1954 року. Через два роки після цих кривавих подій була створена комісія ВР СРСР, яка розглядала справи в'язнів і по 30-40 чоловік на день звільняла. Але Юрій Ференчук не підлягав реабілітації, і його, як активного учасника повстання, серед інших відправлено поетапно у сибірські концентраційні табори. Один з них — Порт-Ваніно. Працював кухарем, пічником, пекарем, будівельником під час зведення Ангарської ГЕС. Крім того, встигав фотографувати та малювати. Звільнили через десять років, не давали влаштуватися на роботу.
Повернувшись на рідну Буковину в лютому 1958 року, працюючи в тарному, а згодом меблевому цехах Берегометського лісокомбінату, Юрій Ференчук здобуває середню освіту, а також закінчує факультет малюнка та живопису Московського народного університету мистецтв (заочно). Довелося йому ще раз пережити переслідування органів КДБ, яке в 1967 році сфабрикувало справу проти нього. Однак з півтисячі присутніх членів трудового колективу виступили проти нього тільки троє
Юрій Ференчук був член обласного Товариства репресованих і політв'язнів та Української Народної партії.

## Доробок
Написані Юрієм Ференчуком картини зберігаються у Вижницькому музеї. Зібрана колекція близько двох тисяч ескізів писанок аквареллю (його двадцятилітня праця). Він ходив селами, фотографував писанкарок та записував їхні короткі життєписи і назви їхніх писанок.. Багато історичного і етнографічного матеріалу ним передано до Чернівецького краєзнавчого музею.
Книги:
- Ференчук, Юрій Дмитрович. Кров Кенгіра / Ю. Д. Ференчук. — Чернівці: Букрек, 2004. — 125с., 2 арк. іл.: іл. ISBN 966-8500-10-5[6]
- Ференчук, Юрій Дмитрович. Буковинські Карпати у вогні повстання: Спогади і свідчення про бойові дії УПА в гірських районах Чернівецької області / Ю. Д. Ференчук. — Чернівці: Прут, 2001. — 123 с.: іл. ISBN 966-560-088-5
- Ференчук, Юрій Дмитрович. Буковинці у вогні повстання 1944–1952 рр. / Ю. Д. Ференчук.— 2. вид., уточнене і доп.— Вижниця: Черемош, 2006. — 292с.+ 96 с. фотогр. ISBN 966-8130-50-2